# 32726 Chromios
32726 Chromios este o planetă minoră (asteroid) din Asteroid troian al lui Jupiter. A fost descoperită pe 16 octombrie 1977 la Observatorul Palomar de Cornelis Johannes van Houten. 
Obiectul prezintă o orbită caracterizată de o semiaxă mare de 5,2316835 UAi, o excentricitate de 0,013, o înclinație de 5,12129 ° în raport cu ecliptica.